# Marcel (évêque de Tarentaise)
Pour les articles homonymes, voir Marcel.
Marcel ou Marcellin (Marcellus, † v. 440) est un saint populaire de l'Église catholique romaine, second évêque légendaire de Tarentaise. Il est fêté le 16 janvier.

## Hagiographie
Selon la tradition, Marcel ou Marcellin aurait été élevé à Ayme, et serait le descendant d'une lignée noble de la vallée de la Tarentaise. Moine de Lérins, il aurait accompagné le futur saint Jacques dans son périple jusqu'en Tarentaise. À la mort de saint Jacques, vers 429, il lui aurait succèdé sur le siège de l'Église Moûtiers,,. Il serait aussi à l'origine du bourg du château dit Saint-Jacques ou Jacquemoz, ainsi que deux églises dans la cité Darantasia, l'actuel Moûtiers.
Il est donné comme saint patron de la paroisse érigée autour du château, l'actuel Saint-Marcel, selon les auteurs de Saints et saintes de Savoie (1999). Toutefois, les auteurs de l'Histoire des communes savoyardes (1982) indiquent que la commune de Saint-Marcel, qui portait anciennement le nom de Saint-Jacques ou Jacquemoz a pour saint patron Marcel Ier († 309), 30e pape (308-309). Marcel de Tarentaise est d'ailleurs célébré le 16 janvier, tout comme le pape et Jacques de Tarentaise.
Marcel serait mort vers 440,.